# Bacio d'aria

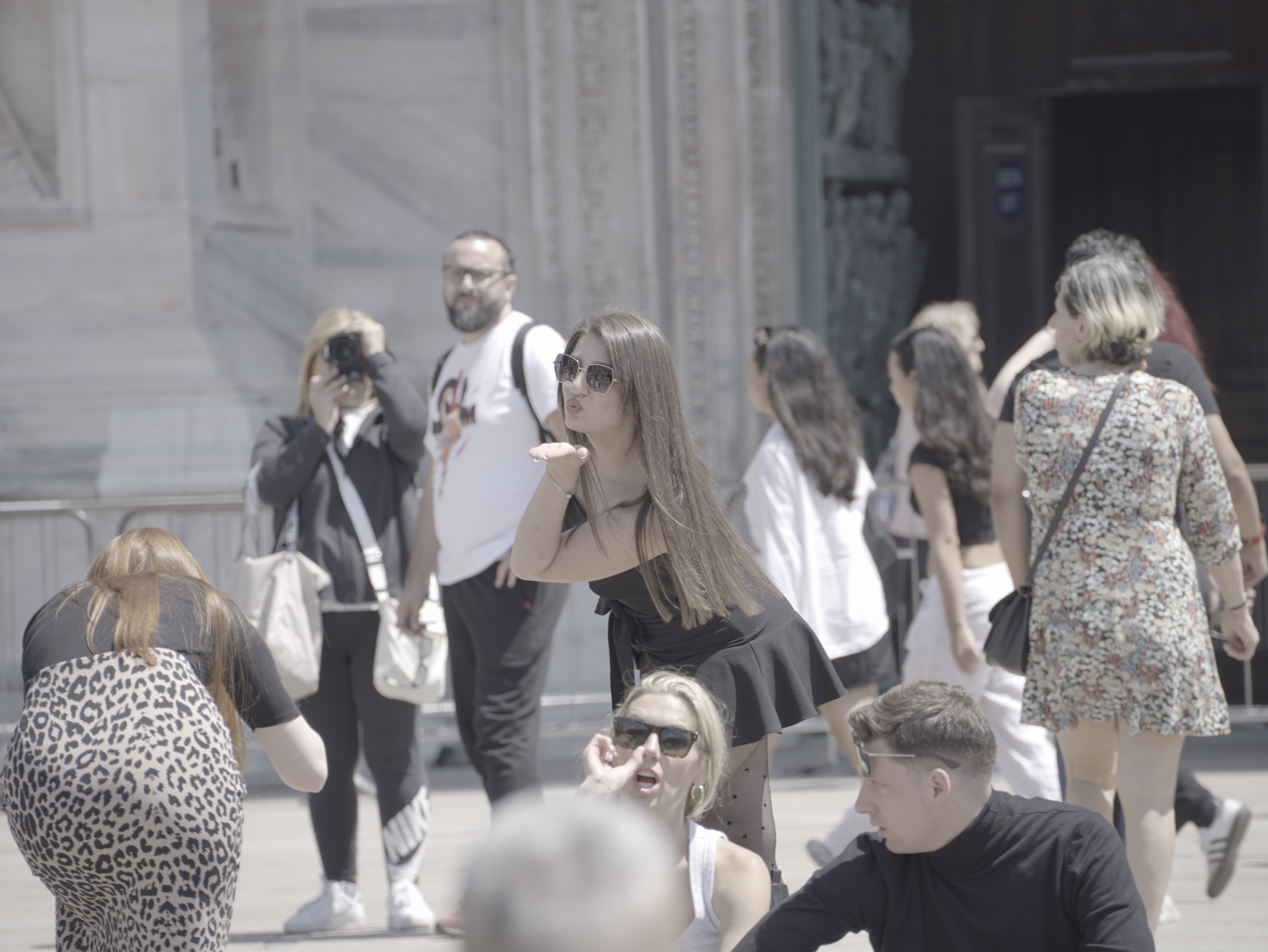
Una ragazza esegue un bacio d'aria a Milano, piazza del Duomo

Il bacio d'aria è un gesto rituale o sociale il cui significato è fondamentalmente lo stesso di molte forme di baci, ovvero con una connotazione affettuosa. 

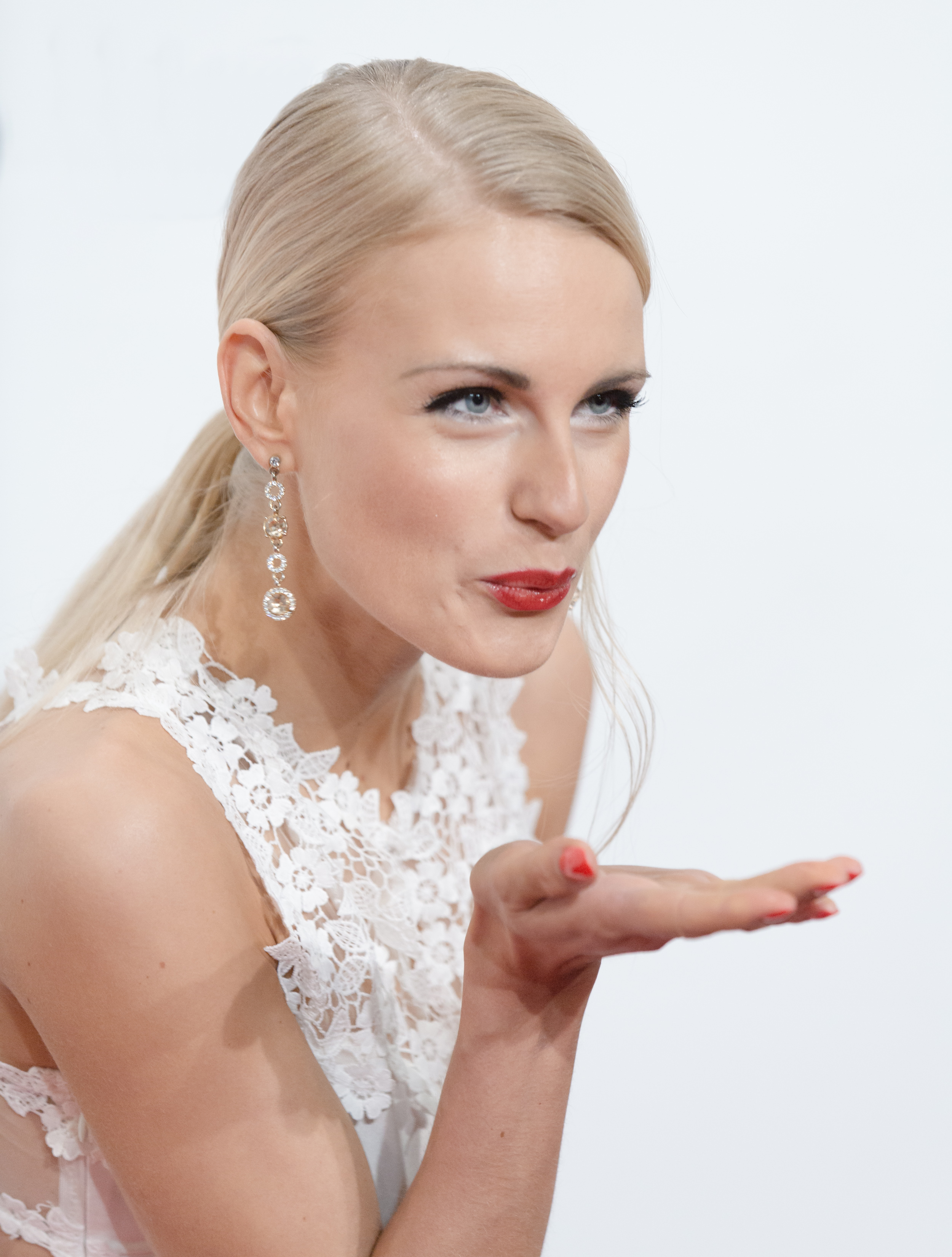
Bacio d'aria

Il bacio d'aria è una simulazione di un bacio vero e proprio: le labbra sono posizionate e serrate come per baciare, ma senza toccare il corpo di nessun altro. A volte, il bacio d'aria include toccare guancia a guancia. Il termine comparve per la prima volta nel 1887 in un articolo del Chigago Tribute che descriveva vari tipologie di baci; il termine si diffuse nella metà degli anni '70 per poi essere ampiamente usato tra la fine del XX secolo e l'inizio del XXI.